# Kira (fribrottare)
Kira, född 30 juli 2003 i Torreón i Coahuila är en mexikansk luchadora (fribrottare). Hon har tränats av Halcón Suriano Jr. (tidigare känd som Stukita i Consejo Mundial de Lucha Libre, CMLL). Hon har tidigare brottats under pseudonymerna Estrellita Lagunera, Centella och Andromeda.

## Karriär
Kira debuterade i november 2011 som nioåring, men då enbart i uppvisningsmatcher mot sin äldre tränare. Hon är en del av en stor familj av fribrottare i Comarca Lagunera-området vid namn Los Gran Jefes. Lagunera är den enda kvinnliga medlemmen i gruppen och dotter till Gran Jefe III, en av gruppens ledare. Hon är också en del av triogruppen La Tribu Lagunera, bestående av delar av Gran Jefe-släkten. I gruppen spelar hon en ond karaktär, men ses även ibland bilda lag med Artemiz (tidigare Perla Lagunera). Deras rivaler var Linda Llamarada och Diosa Quetzal, två betydligt äldre och mer meriterade brottare.
I sina unga år brottades hon enbart i La Comarca Lagunera: Torreón och Gómez Palacio med omnejd. Lokalt har hon hyllats för sin vågade aeriala stil där hon utför manövrar som få kvinnor inom sporten är kapabla till. Några av dessa manövrar har blivit virala på Facebook. Under den senare delen av 2010-talet brottades hon även mycket i det Monterreybaserade förbundet Lucha Libre Femenil, ett fribrottningsförbund dedikerat enbart till kvinnlig fribrottning.
Den 11 augusti 2019 vann hon titelbältet UWF World Women's Championship över Perla Lagunera i arenan Terraza Elma i Apodaca i Nuevo León. Hon försvarade sedan titeln i en match mot Linda Llamarada i Arena Colón i Torreón den 11 augusti 2019.
I intervjuer har hon hävdat att hennes största mål i karriären är att brottas i Consejo Mundial de Lucha Libre.
I april 2020 skrev hon ett kontrakt med Kaoz Lucha Libre, ett förbund i Monterrey och Regiomontana-området. Den 9 juli 2023 debuterade hon i Lucha Libre AAA Worldwide under ett evenemang i Orizaba med det nya namnet Centella. Bara en dryg månad senare gick hon över till rivalen Consejo Mundial de Lucha Libre där hon brottas under namnet Andromeda. Bland annat deltog hon i Grand Prix de Amazonas i oktober 2023, en show med konceptet att kvinnliga mexikanska fribrottare möter kvinnliga brottare från andra delar av världen.
Under 2024 bytte hon namn till Kira, samtidigt som hon fortsatte klättra upp i rankingen i CMLL. Hon och Skadi var förbundets kvinnliga lagmästare i ett halvår. Tillsammans med Tabata, Hera och Olympia skall hon debutera i Japan under april 2025.